# Templul tăcerii
Templul tăcerii este un film românesc din 1994 regizat de George Bușecan. Rolurile principale au fost interpretate de actorii George Constantin, Ștefan Bănică jr., Costel Constantin.

## Distribuție
Distribuția filmului este alcătuită din:
- Costel Constantin — Adjunctul șefului Mafiei
- Mircea Rusu — Șeful unei bande
- Mugur Arvunescu
- Violeta Tănase — Giovana
- Ion Rițiu — Un polițist
- George Constantin — Șeful Mafiei
- Ștefan Bănică jr. — Alec
- Claudiu Istodor — Un mafiot

## Primire
Filmul a fost vizionat de 53.678 de spectatori în cinematografele din România, după cum atestă o situație a numărului de spectatori înregistrat de filmele românești de la data premierei și până la data de 31 decembrie 2014 alcătuită de Centrul Național al Cinematografiei.